# فرد ساتكليف
فرد ساتكليف (بالإنجليزية: Fred Sutcliffe)‏ (29 مايو 1931 في المملكة المتحدة - ) هو لاعب كرة قدم بريطاني في مركز نصف الجناح. لعب مع برمنغهام سيتي ونادي تشستر سيتي وWinsford United F.C. ‏.